# هادي أباد (محمد أباد كرمان)
هادي أباد (بالفارسية: هادی‌آباد) هي قرية تقع في إيران في Mohammadabad Rural District. يقدر عدد سكانها بـ 852 نسمة .